# 아리랑 본드
아리랑 본드(Arirang bond)는 외국인이 대한민국에서 한국 원화로 발행하는 채권으로써 해당국 통화으로 발행하는 채권이다.

## 특징
그 나라 환율(한국 원화)이(가) 미국 달러(외국 통화)에 대해 평가 절상 보일 때 채권으로 발행하여 그 나라 환율(한국 원화)이(가) 미국 달러화에 대해서 평가 절하 될 때 조기상환 또는 만기상환하는 방식으로
예들어 환율이 1,000원(약 1 미국 달러)일 때 채권 발행하여 나중에 만기상환 때 환율이 1200원(약 미국 달러 87센트)에 상환하여 엄청난 환차익 동시에 채무상환차익을 볼 수 있는 채무자가 이익을 보는 채권 발행 방법

## 위험성
채무자 입장에서는 환 위험이 있으며 예들어 1,000원(약 미국 1달러)에서 원화 채권 발행했는데 만기 상환하였을 때 환율이 920원(약 1.30미국 달러)이되었을 때 채무자는 환손실에 채권상환손실을 볼 수 있다.
채권자 입장에서는 신용위험이나 기타 여러 가지가 있지만 다만, 여기에서는 국내인 또는 원화 자산을 보유(하고 있는) 외국인에는 유리하겠지만(채무자에게는 환위험)외국인 중에서 당장이라도 원화 발행 채권을 매도하고 타 통화로 환전하는 입장에서는 원화가 평가절상 되어야 한다.

## 역사
1995년 8월 중순 아시아개발은행이 7년 만기(2002년 만기)에 그리고 무기명, 무보증 채권으로 12.5%에 발행하여 당시 800억원(약 10억 2800만 달러)이 시장에서 각광으로 받으면서 다 팔린것이 시작으로 그 이후 44건의 국내외에서 한국 원화 채권으로 발행이 되었다.